# دان بارنا
دان بارنا هو محامي وسياسي روماني، ولد في 10 يوليو 1975 في سيبيو في رومانيا. نشط حزبياً في Save Romania Union ‏. وقد انتخب عضو مجلس النواب في رومانيا ‏ عن دائرة مقاطعة سيبيو وقد انضم خلال فترته النيابية ‏ (21 ديسمبر 2016 – ) للكتلة البرلمانية Save Romania Union ‏.